# Chiesa di Santa Maria Maddalena (Mazzin)
La chiesa di Santa Maria Maddalena è la parrocchiale di Mazzin in Trentino. Risale al XVI secolo.

## Storia

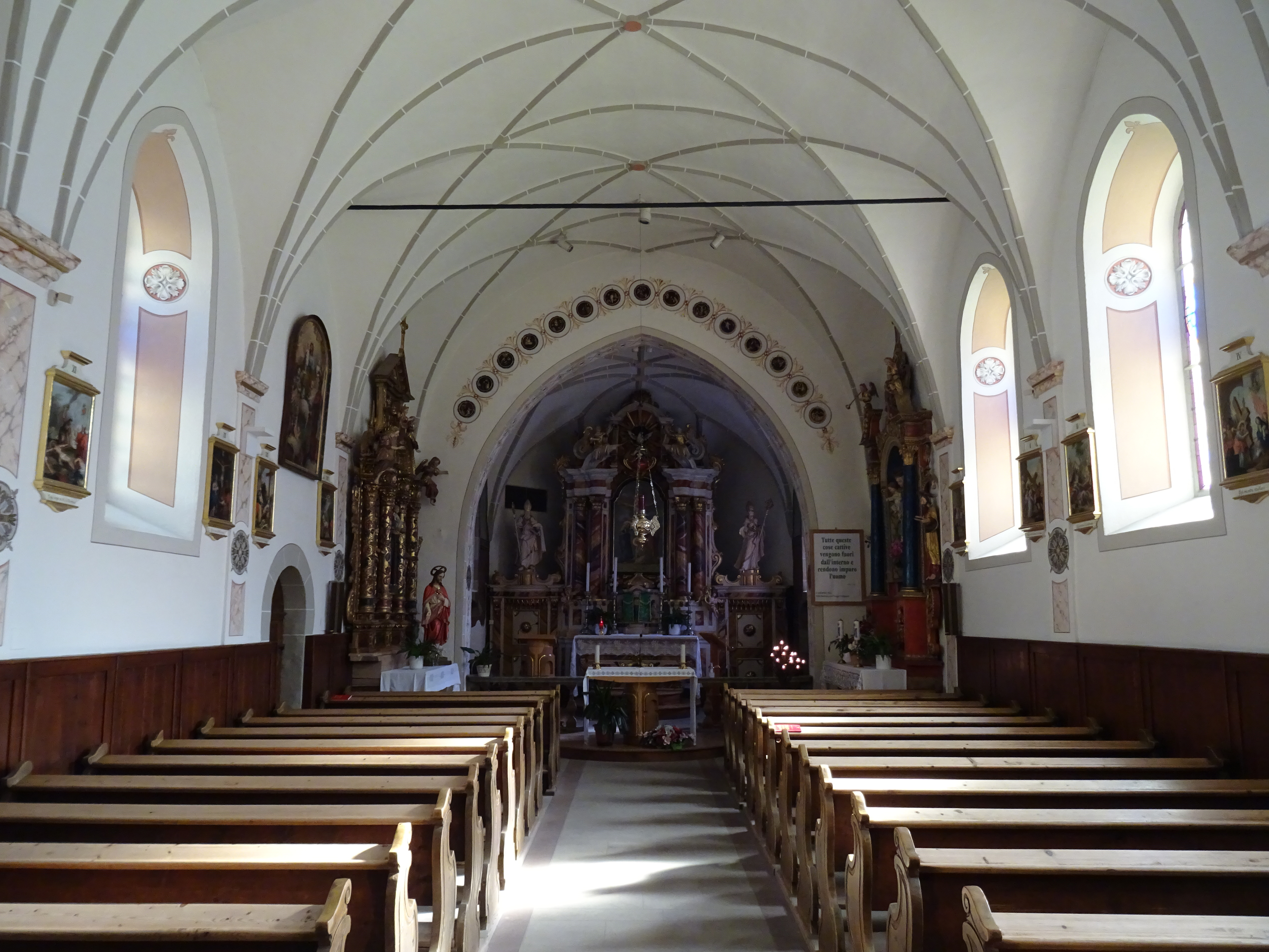
Interno

La storia della chiesa iniziò nel XVI secolo, quando nel 1573 venne costruita e nove anni dopo fu consacrata.
Venne elevata a dignità curiaziale nel 1803, sussidiaria della chiesa della Natività di San Giovanni Battista a Vigo di Fassa.
Nel 1818, dal punto di vista della giurisdizione ecclesiastica, l'area passò per competenza dalla diocesi di Bressanone a quella di Trento.
Verso la fine del secolo l'edificio fu oggetto di ristrutturazione per ampliarne le dimensioni ed adeguarlo alle necessità della popolazione. La navata venne probabilmente allungata e questo comportò il rifacimento della facciata. Alla conclusione dell'intervento, nel 1894, la chiesa venne benedetta.
Dopo la fine del primo conflitto mondiale, nel 1923, la torre campanaria venne sopraelevata sovrapponendo alla prima una seconda cella campanaria.
Negli anni sessanta venne realizzato l'adeguamento liturgico poi, nel decennio successivo, l'edificio venne danneggiato in modo non grave dal terremoto del Friuli del 1976 i cui effetti si fecero sentire anche in Trentino.
Gli ultimi interventi sono stati realizzati dopo il 2006, con un lavoro di tinteggiatura che ha riguardato tutto l'edificio.

## Descrizione
La chiesa si trova al margine di un terrazzamento che si affaccia sull'Avisio. 
L'interno ha un'abside gotica con copertura a costoloni. L'altar maggiore ed i due altari laterali sono in legno policromo, intagliato e dorato.